# Federación Universitaria Escolar

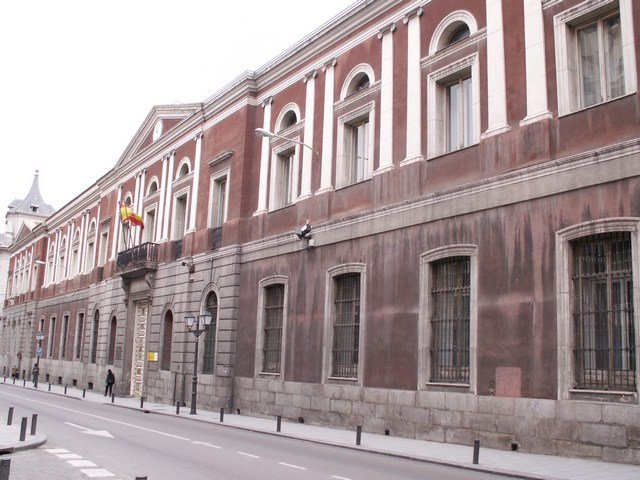
Edificio de la antigua Universidad Central de Madrid en la calle de San Bernardo. Allí fue alzada la bandera roja de la FUE durante la rebelión estudiantil de 1929 contra la Dictadura de Primo de Rivera.

La Federación Universitaria Escolar (FUE) fue una organización estudiantil fundada en la Universidad Central de Madrid (España) a finales de 1926 por Antonio María Sbert y otros dos estudiantes como alternativa a la hasta entonces hegemónica Asociación de Estudiantes Católicos (AEC), y en el contexto de las protestas estudiantiles contra la política universitaria de la Dictadura de Primo de Rivera, que pronto derivaron en una rebelión, primero, contra la Dictadura y, luego, contra la Monarquía de Alfonso XIII. Tras la proclamación de la Segunda República Española la FUE se extinguió diluyéndose en las diversas organizaciones juveniles y partidos de izquierda. Sbert fue diputado por Esquerra Republicana de Catalunya.

## Historia
Las primeras protestas estudiantiles contra la Dictadura de Primo de Rivera tuvieron lugar en la primavera de 1925, cuando todavía gobernaba el directorio militar, promovidas por la recién creada Unión Liberal de Estudiantes (ULE) que agrupaba a los estudiantes republicanos —el 26 de abril hizo público un manifiesto—. El incidente más importante tuvo lugar el 15 de mayo y estuvo protagonizado por los estudiantes de la Escuela de Ingenieros Agrónomos, encabezados por Antonio María Sbert, quienes no asistieron al acto de clausura del curso académico presidido por el rey Alfonso XIII en señal de protesta, porque el dictador Miguel Primo de Rivera rechazó la petición que querían presentarle por no estar hecha por el conducto reglamentario. La reacción del dictador fue expulsar a Sbert de la escuela y confinarlo en Cuenca.
A finales de 1926 Sbert, Antolín Alonso Casares y E. González López de la Universidad Central de Madrid fundaron la Federación Universitaria Escolar (FUE), como alternativa a la hasta entonces hegemónica Asociación de Estudiantes Católicos (AEC). La primera huelga de cierta resonancia convocada por la FUE fue en marzo de 1928 como protesta por el expediente abierto al catedrático Luis Jiménez de Asúa con motivo de una conferencia que pronunció en la Universidad de Murcia sobre el control de la natalidad. Pero el movimiento más importante que impulsó la FUE fue la protesta en contra de la Ley Callejo promulgada en mayo de 1928, cuyo artículo 53 permitía expedir títulos universitarios a los dos centros de estudios superiores privados existentes entonces en España, ambos propiedad de la Iglesia Católica —los agustinos de El Escorial, y los jesuitas de Deusto—. En principio, como ha señalado Eduardo González Calleja, era "una respuesta de autodefensa de los estudiantes encaminados a profesionales liberales contra la plétora de licenciados procedentes de los establecimientos educativos confesionales".
González Calleja afirma, por otro lado, que en aquella época la FUE "basaba su programa en la reivindicación de nuevos valores socioculturales, como el feminismo y el naturismo, pero no mostraba una ideología clara, salvo un vago republicanismo sentimental que poco a poco conseguiría plasmarse políticamente".
La protesta contra la Ley Callejo se acentuó en 1929. El 27 de febrero una asamblea de asociaciones estudiantiles convocó una huelga para el 7 de marzo. El Gobierno respondió con la expulsión de la universidad del líder de la FUE Sbert, lo que soliviantó aún más los ánimos. En la fecha prevista se produjeron algaradas y manifestaciones callejeras que tuvieron un gran impacto público, ya que eran las primeras que se realizaban en el interior de España contra la Dictadura y la Monarquía. También hubo manifestaciones y tumultos en otras universidades españolas. El día 9 de marzo Primo de Rivera destituyó al rector de la Universidad de Madrid y a los decanos de todas las facultades, siendo sustituidos por una Comisaría Regia. El día 10 la policía y la Guardia Civil tomaron al asalto los edificios universitarios, mientras los estudiantes apedreaban la casa del dictador y la sede del diario conservador ABC. El día 11 Primo de Rivera ordenó al Ejército la ocupación de las facultades y amenazó con la pérdida de matrícula a todos los estudiantes que persistieran en la huelga. Sólo los afines a la Asociación de Estudiantes Católicos (un 5%) volvieron a clase. Los días siguientes los estudiantes continuaron la huelga y levantaron barricadas en el centro de Madrid. El día 13 se produjeron graves incidentes en Valladolid y Valencia. El 16 de marzo el gobierno cerró la Universidad de Madrid, a la que siguieron otras seis. Más de cien profesores y catedráticos mostraron su solidaridad con los estudiantes. El 24 de abril se volvieron a reabrir las universidades y la mayoría de los estudiantes volvieron a clase, pero una semana antes fue cerrada la Universidad de Barcelona tras producirse enfrentamientos entre estudiantes y jóvenes de la Unión Patriótica. El 19 de mayo Primo de Rivera comenzó a ceder al restablecer en sus funciones a las autoridades académicas y finalmente el 21 de septiembre derogó el polémico artículo 53 de la Ley Callejo.
Sin embargo, la derogación del artículo 53 no detuvo la protesta estudiantil —"una dictadura que capitula es un régimen vencido y los estudiantes se daban perfecta cuenta de ello", explicó Ben-Ami—. La FUE exigió la rehabilitación de Sbert, el levantamiento de las sanciones contra los profesores y el reconocimiento de la libertad de asociación de los estudiantes. Así, la agitación estudiantil se reanudó en enero de 1930. La respuesta de Primo de Rivera fue disolver la FUE, pero el 22 se inició un paro general en todas las universidades españolas, apoyado por las fuerzas sindicales y que ya tuvo un carácter claramente republicano. "El 28 de enero, Primo de Rivera presentó la dimisión al rey, sonándole aún en los oídos el eco de los clamores estudiantiles", comenta Shlomo Ben-Ami.

#### Segunda República
Tras la proclamación de la Segunda República Española la FUE, como otras organizaciones estudiantiles, "fueron perdiendo poco a poco su autonomía, ligándose a partidos férreamente disciplinados. La FUE, cuyos líderes más conocidos quedaron cómodamente instalados en la nueva situación política, fue rebasada por formaciones más extremistas de izquierda y derecha, que trajeron a las aulas un nuevo activismo juvenil, más sistemático, excluyente y violento". 
En enero de 1934, en el asalto a la sede de la Asociación Profesional de Estudiantes de Medicina de la Facultad de San Carlos de la Universidad Central -vinculada a la FUE-, realizado por jóvenes falangistas y carlistas, murió Antonio Larraga, habiendo además diversos heridos.  
En la primavera de 1934, las peleas y agresiones entre fueistas y fascistas fueron cada vez más frecuentes. En Sevilla hubo algaradas estudiantiles el viernes 11 de mayo, con varias detenciones. El 12 de mayo la FUE declaró la "huelga general estudiantil" en Madrid, como protesta por la clausura de sus centros. Los "Jonsistas", partidarios de continuar las clases, se enfrentaron a los huelguistas. Los jóvenes de la FUE izaron una bandera roja en los tejados de la universidad. Hubo varias detenciones y un herido de bala.